# Evolução do Colégio dos Cardeais sob o pontificado de Nicolau V
Abaixo está a evolução do colégio de cardeais durante o pontificado de Nicolau V e a subsequente vaga vaga .

## Composição para consistório
| Consistóro                          | 1447 | 1455 |
| ----------------------------------- | ---- | ---- |
| Setembro 1414                       | 1    | 1    |
| Consistórios de Antipapa João XXIII | 1    | 1    |
| Julho 1423                          | 1    | 1    |
| Maio 1426                           | 3    | 1    |
| Consistórios de Martinho V          | 4    | 2    |
| Setembro 1431                       | 1    |      |
| Dezembro 1439                       | 13   | 7    |
| Julho 1440                          | 2    | 2    |
| Maio 1444                           | 1    | 1    |
| Dezembro 1446                       | 4    | 1    |
| Consistórios de Eugênio IV          | 21   | 11   |
| Dezembro 1448                       |      | 6    |
| Dezembro 1449                       |      | 1    |
| Consistórios de Nicolau V           |      | 7    |
| Total                               | 26   | 21   |

## Evolução durante o pontificado
| Data                    | Evento                                                                | Total |
| ----------------------- | --------------------------------------------------------------------- | ----- |
| 4 de março de 1447      | Abertura do Conclave de 1447                                          | 27    |
| 6 de março de 1447      | Eleição Papal do Cardeal Tommaso Parentucelli com o nome de Nicolau V | 26    |
| 3 de abril de 1447      | Morte do Cardeal Niccolò d'Acciapaccio (64 anos)                      | 25    |
| 11 de abril de 1447     | Morte do Cardeal Henrique Beaufort (73 anos)                          | 24    |
| 6 de Julho de 1447      | Morte do Cardeal Antão Martins de Chaves                              | 23    |
| 16 de fevereiro de 1448 | Criação de 1 Cardeal                                                  | 24    |
| 16 de fevereiro de 1448 | Antonio Cerdá i Lloscos                                               | 24    |
| 20 de dezembro de 1448  | Criação de 6 Cardeais                                                 | 30    |
| 20 de dezembro de 1448  | Astorgio Agnesi                                                       | 30    |
| 20 de dezembro de 1448  | Latino Orsini                                                         | 30    |
| 20 de dezembro de 1448  | Alain de Coëtivy                                                      | 30    |
| 20 de dezembro de 1448  | Jean Rolin                                                            | 30    |
| 20 de dezembro de 1448  | Filippo Calandrini                                                    | 30    |
| 20 de dezembro de 1448  | Nicolau de Cusa                                                       | 30    |
| 21 de janeiro de 1449   | Morte do Cardeal Giovanni Berardi di Tagliacozzo (69 anos)            | 28    |
| 21 de janeiro de 1449   | Morte do Cardeal Giovanni de Primis, O.S.B. (59 anos)                 | 28    |
| 23 de abril de 1449     | Criação de 1 Cardeais                                                 | 29    |
| 23 de abril de 1449     | Amadeu VIII, Duque de Saboia                                          | 29    |
| 19 de dezembro de 1449  | Reabilitações dos antigos apoiantes do Felix V                        | 32    |
| 19 de dezembro de 1449  | Louis Aleman                                                          | 32    |
| 19 de dezembro de 1449  | Jean d'Arces                                                          | 32    |
| 19 de dezembro de 1449  | Louis de La Palud, O.S.B.                                             | 32    |
| 4 de julho de 1450      | Morte do Cardeal Enrico Rampini (60 anos)                             | 31    |
| 16 de outubro de 1450   | Morte do Cardeal Louis Aleman (70 anos)                               | 30    |
| 7 de janeiro de 1451    | Morte do Cardeal Amadeu VIII, Duque de Saboia (67 anos)               | 29    |
| 9 de setembro de 1451   | Morte do Cardeal Jean Le Jeune (40 anos)                              | 28    |
| 21 de setembro de 1451  | Morte do Cardeal Louis de La Palud, O.S.B. (81 anos)                  | 27    |
| 10 de outubro de 1451   | Morte do Cardeal Astorgio Agnesi (60 anos)                            | 26    |
| 30 de outubro de 1453   | Morte do Cardeal Francesco Condulmer (43 anos)                        | 25    |
| 25 de novembro de 1453  | Morte do Cardeal Juan de Cervantes (73 anos)                          | 24    |
| 22 de março de 1454     | Morte do Cardeal John Kemp (74 anos)                                  | 23    |
| 12 de dezembro de 1454  | Morte do Cardeal Jean d'Arces (84 anos)                               | 22    |
| 24 de março de 1455     | Morte do Papa Nicolau V (79 anos)                                     | 22    |
| 1 de abril de 1455      | Morte do Cardeal Zbigniew z Oleśnicy (65 anos)                        | 21    |
| 4 de abril de 1455      | Abertura do Conclave de 1455                                          | 21    |
| 8 de abril de 1455      | Eleição Papal do Cardeal Alfonso Borja com o nome de Calisto III      | 20    |